# Буше, Александр Борисович
Александр Борисович Буше́ (наст. имя Александр Ксенофо́нтович Гну́сов; 25 августа 1882 — 8 октября 1970) — русский, советский цирковой артист, заслуженный артист РСФСР (1958).

## Биография
В 1897—1900 гг наездник на Петербургском ипподроме. В цирке с 1900 года. До 1914 года работал берейтором и дрессировщиком лошадей в частных цирках. В 1918—1919 дрессировщик в Воронежском цирке Чинизелли. В 1920—1930 был актёром в драматическом театре в Махачкале, а также в передвижных театрах миниатюр.
С 1930 начал работать режиссёром и шпрехшталмейстером в периферийных цирках, а с 1935 года являлся режиссёром и инспектором манежа (шпрехшталмейстером) Московского цирка на Цветном бульваре. Член КПСС с 1947 года.
Принимал непосредственное участие в цирковых номерах, подыгрывал клоунам в их репризах, следил за работой униформистов, контролировал ритм и ход циркового представления.
Умер 8 октября 1970 года. Похоронен на Преображенском кладбище.